# Sender Wesel
Der Sender Wesel wurde 1968 als 320,8 Meter hoher, abgespannter Stahlfachwerkmast am Perricher Weg in Wesel-Büderich errichtet. Die Sendeanlage zur Verbreitung von UKW-, Digitalradio- (DAB) und Fernsehprogrammen (DVB-T) befindet sich im Eigentum der Telekom-Tochter Deutsche Funkturm (DFMG). Der Sendemast des Senders Wesel ist das höchste Bauwerk in Nordrhein-Westfalen.

## Frequenzen und Programme

### Analoger Hörfunk (UKW)
Der leistungsstärkste UKW-Sender ist der Deutschlandfunk (DLF), der von Antennen in einer Höhe von 265 Metern ausgestrahlt wird. Aus 150 Meter Höhe sendet das Lokalprogramm Radio K.W. Beide Programme werden durch den Sendernetzbetreiber Uplink Network GmbH aus Düsseldorf betrieben.
| Frequenz (MHz) | Programm        | RDS PS   | RDS PI | Regionalisierung | ERP (kW) | Antennendiagramm rund (ND)/gerichtet (D) | Polarisation horizontal (H)/vertikal (V) |
| -------------- | --------------- | -------- | ------ | ---------------- | -------- | ---------------------------------------- | ---------------------------------------- |
| 102,8          | Deutschlandfunk | __Dlf___ | D210   | –                | 50       | D (350–250°)                             | H                                        |
| 107,6          | Radio K.W.      | RADIO_KW | D499   | –                | 0,2      | D (60–90°)                               | H                                        |

### Digitaler Hörfunk (DAB)
DAB beziehungsweise der Nachfolgestandard DAB+ wird in vertikaler Polarisation und im Gleichwellenbetrieb mit anderen Sendern ausgestrahlt.
Seit dem 14. Dezember 2015 wird der bundesweite Multiplex auf Kanal 5C über den Sender Wesel digital verbreitet.
Zuvor wurde der Multiplex Radio für NRW mit den Programmen des WDR und dem Domradio mit einer Leistung von 1 kW ERP von diesem Standort aus übertragen. Am 29. August 2012 erfolgte in diesem Multiplex der Wechsel von DAB-Kanal 12D auf DAB-Kanal 11D. Aufgrund einer Leistungserhöhung am benachbarten Sender Kleve wurden die Ausstrahlung dieses Pakets am Senders Wesel im Dezember 2013 eingestellt.
Seit dem 29. Oktober 2021 wird zusätzlich der landesweite private DAB+-Multiplex auf Kanal 9D verbreitet. Und seit dem 1. Juni 2023 wird im Kanal 9B der deutschlandweite Multiplex von Antenne Deutschland ausgestrahlt.
| Block                        | Programme (Datendienste) | ERP (kW) | Antennen- diagramm rund (ND), gerichtet (D) | Polarisation horizontal (H)/ vertikal (V) | Gleichwellennetz (SFN) |
| ---------------------------- | --- | -------- | ------------------------------------------- | ----------------------------------------- | --- |
| 5C DR Deutschland (D__00188) | DAB+ Block der Media Broadcast: - Absolut relax (72 kbps) - Dlf (104 kbps) - Dlf Kultur (112 kbps) - Dlf Nova (104 kbps) - DRadio DokDeb (48 kbps) - Energy Digital (72 kbps) - ERF Plus (64 kbps) - Klassik Radio (72 kbps) - Radio Bob (72 kbps) - Radio Horeb (48 kbps) - Radio Schlagerparadies (64 kbps) - Schwarzwaldradio (64 kbps) - sunshine live (72 kbps) - DRadio Daten (32 kbps Daten) - EPG Deutschland (16 kbps Daten) - TPEG (16 kbps Daten) - TPEG_MM (16 kbps Daten) | 5        | ND                                          | V                                         | - Baden-Württemberg: Aalen, Baden-Baden (Fremersberg), Bad Mergentheim, Blauen, Brandenkopf, Donaueschingen, Feldberg im Schwarzwald, Freiburg (Vogtsburg-Totenkopf), Geislingen (Oberböhringen), Großerlach (Hohe Brach), Heidelberg (Königstuhl), Heilbronn (Schweinsberg), Hochrhein (Rickenbach), Hornisgrinde, Pforzheim (Schömberg-Langenbrand), Raichberg, Ravensburg (Höchsten), Reutlingen, Stuttgart (Frauenkopf), Ulm (Kuhberg) - Bayern: Amberg (Hirschau), Aschaffenburg (Pfaffenberg), Augsburg (Hotelturm), Bad Tölz (Gaißach), Bamberg (Geisberg), Büttelberg, Brotjacklriegel, Dillberg, Grünten, Herzogstand, Hochberg (Traunstein), Hoher Bogen, Inntal (Ebbs), Ingolstadt (Gelbelsee), Kreuzberg/Rhön, Landshut (Altdorf), München (Olympiaturm), Nennslingen (Büchelberg), Nürnberg, Oberammergau, Ochsenkopf, Passau, Pfänder, Pfaffenhofen, Pfarrkirchen, Pfronten, Regensburg (Hohe Linie), Unterringingen, Untersberg, Wendelstein (Bayrischzell), Würzburg (Frankenwarte) - Berlin: Berlin (Alexanderplatz), Berlin (Scholzplatz) - Brandenburg: Bad Belzig, Booßen, Brandenburg/Havel, Calau, Casekow, Cottbus, Eisenhüttenstadt, Petkus, Pritzwalk, Templin - Bremen: Bremen (Walle), Bremerhaven-Schiffdorf - Hamburg: Hamburg (Moorfleet), Hamburg (Heinrich-Hertz-Turm) - Hessen: Bad Hersfeld (Rimberg), Biedenkopf (Sackpfeife), Fulda (Hummelskopf), Frankfurt (Europaturm), Gelnhausen (Schnepfenkopf), Gießen (Dünsberg), Großer Feldberg, Hardberg, Hohe Wurzel, Hoher Meißner, Kassel (Habichtswald), Mainz-Kastel - Mecklenburg-Vorpommern: Garz (Rügen), Güstrow, Malchin, Neubrandenburg-Süd, Rostock (Toitenwinkel), Röbel, Schwerin (Zippendorf-Gr.Dreesch), Torgelow, Wismar/Rüggow, Züssow - Niedersachsen: Aurich-Popens, Braunschweig (Broitzem), Braunschweig (Drachenberg), Cuxhaven-Stadt, Dannenberg, Göttingen (Bovenden-Osterberg), Hannover (Telemax), Lingen, Lüneburg-Neu Wendhausen, Molbergen-Peheim, Osnabrück (Bramsche-Schleptruper Egge), Hildesheim (Sibbesse), Steinkimmen, Uelzen, Visselhövede, Wilhelmshaven - Nordrhein-Westfalen: Aachen (Karlshöhe), Bielefeld (Hünenburg), Bonn (Venusberg), Dortmund (Florianturm), Düsseldorf (Rheinturm), Eggegebirge, Herscheid, Hochsauerland (Hunau), Hürtgenwald-Großhau, Köln (Colonius), Langenberg, Lügde-Rischenau (Köterberg), Minden (Jakobsberg), Münster (Fernmeldeturm), Schöppingen, Siegen-Süd, Wesel - Rheinland-Pfalz: Bad Kreuznach (Schanzenkopf), Bad Marienberg (Westerwald), Bornberg, Daun (Eifel), Edenkoben (Kalmit), Heckenbach-Schöneberg (Ahrweiler), Idar-Oberstein, Kaiserslautern, Kettrichhof, Koblenz (Kühkopf), Trier (Petrisberg) - Saarland: Merzig-Merchingen, Saarbrücken (Schoksberg) - Sachsen: Chemnitz, Dresden, Geyer, Leipzig, Löbau, Neustadt, Oschatz, Schöneck, Zwickau Ost - Sachsen-Anhalt: Brocken, Burg, Dequede, Petersberg, Pettstädt (Weißenfels), Schneidlingen, Wittenberg - Schleswig-Holstein: Bungsberg, Flensburg, Heide, Helgoland, Hennstedt, Kiel (Kronshagen), Lübeck (Stockelsdorf), Schleswig, Niebüll (Süderlügum), Westerland (Sylt) - Thüringen: Bleßberg (Sonneberg), Erfurt-Hochheim, Gera, Inselsberg, Jena (Oßmaritz), Kulpenberg, Saalfeld (Remda), Lobenstein (Sieglitzberg), Weimar (Ettersberg) |
| 9B Antenne DE (D__00359)     | DAB-Block von Antenne Deutschland: - 80s80s (72 kbps) - 90s90s (72 kbps) - Absolut Bella (72 kbps) - Absolut Germany (72 kbps) - Absolut HOT (72 kbps) - Absolut Oldie (72 kbps) - Absolut TOP (72 kbps) - AIDAradio (72 kbps) - Ballermann Radio (72 kbps) - Beats Radio (72 kbps) - Brillux Radio (72 kbps) - Nostalgie (72 kbps) - Oldie Antenne (72 kbps) - RTL Radio (72 kbps) - Rock Antenne (72 kbps) - Toggo Radio (72 kbps)                                                   | 5        | ND                                          | V                                         | - Baden-Württemberg: Aalen, Baden-Baden (Fremersberg), Heidelberg (Königstuhl), Heilbronn (Schweinsberg), Pforzheim (Schömberg-Langenbrand), Stuttgart (Frauenkopf) - Hessen: Fulda (Hummelskopf), Frankfurt (Europaturm), Gelnhausen (Schnepfenkopf), Gießen (Dünsberg), Großer Feldberg, Hardberg, Kassel (Habichtswald), Mainz-Kastel - Nordrhein-Westfalen: Aachen (Karlshöhe), Bonn (Venusberg), Dortmund (Florianturm), Düsseldorf (Rheinturm), Herscheid, Köln (Colonius), Langenberg, Münster (Fernmeldeturm), Siegen-Süd, Wesel - Rheinland-Pfalz: Bornberg, Daun (Boverath), Koblenz (Kühkopf), Trier (Petrisberg) - Saarland: Saarbrücken (Schoksberg) |
| 9D Mein NRW DAB+ (D__00517)  | DAB-Block von audio.digital NRW: - 80er Radio Harmony (72 kbps) - Antenne NRW (72 kbps) - bigFM (NRW) (72 kbps) - Energy NRW (72 kbps) - Kulthitradio (72 kbps) - Noxx (72 kbps) - NRW1 (72 kbps) - Oldie Antenne (72 kbps) - Radio 21 NRW (72 kbps) - Radio Bollerwagen (72 kbps) - Radio Holiday (72 kbps) - Radio Paloma (NRW) (72 kbps) - Radio Paradiso (72 kbps) - Star FM (72 kbps) - Radio Teddy NRW (72 kbps) - Schlager Radio (NRW) (72 kbps)                                | 5        | D                                           | V                                         | - Region Aachen: Aachen (Karlshöhe) - Bergisches Land: Wuppertal (Küllenhahn) - Rheinland: Bonn (Venusberg), Köln (Colonius) - Rhein-Ruhr: Düsseldorf (Rheinturm), Essen, Wesel - Ruhrgebiet: Dortmund (Florianturm) - Münsterland: Münster (Fernmeldeturm), Schöppingen - Ostwestfalen-Lippe: Bielefeld (Hünenburg), Eggegebirge, Lügde-Rischenau (Köterberg), Minden (Jakobsberg) - Südwestfalen: Herscheid, Hochsauerland (Hunau), Siegen-Süd |

| \| Block \| Programme (Datendienste) \| ERP (kW) \| Antennendiagramm rund (ND), gerichtet (D) \| Polarisation horizontal (H)/ vertikal (V) \| Gleichwellennetz (SFN) \| \| ---------------------------- \| ------------------------------------------------------------------------------------------------------------------------------------------------------------------------------------------------------------------------------------------------------------------------------------------------------------------------------------------------------------------------------------------------------------------------ \| -------- \| ----------------------------------------- \| ----------------------------------------- \| --------------------------------------------------------------------------------------------------------------------------------------------------------------------------------------------------------------------------------------------------------------------------------------------------------------------------------------------------------------------------------------------------------------------------------------------------------------------------------------------------------------------------------------------------------------------------------------------------------------------------------------------------------------------------------------------------------------------------------------------------------------------------------------------------------------------------------------------------------------------------------------------------------------------------------------------------------------------------------------------------- \| \| 11D Radio für NRW (D__00236) \| - 1 Live (88 kbps) - 1 Live diggi (88 kbps) - WDR 2 Rhein-Ruhr (RR) (88 kbps) - WDR 2 Ostwestfalen-Lippe (OW) (88 kbps) - WDR 2 Südwestfalen (SW) (88 kbps) - WDR 3 (120 kbps) - WDR 4 Rhein-Ruhr (RR) (88 kbps) - WDR 4 Ostwestfalen-Lippe (OW) (88 kbps) - WDR 4 Südwestfalen (SW) (88 kbps) - WDR 5 (88 kbps) - WDRcosmo (80 kbps) - WDR Maus (80 kbps) - WDR Event (56 kbps) - WDR EPG (8 kbps) - ARD TPEG (16 kbps) \| 1 \| D (10–230°) \| V \| - Region Aachen: Aachen (Stolberg-Donnerberg), Eifel (Dahlem-Bärbelkreuz) - Bergisches Land: Engelskirchen (Hohe Warte), Gummersbach (Kerberg), Remscheid (Hohenhagen), Wuppertal (Auf der Königshöhe) - Rheinland: Bonn (Venusberg), Köln (Kölnturm) - Rhein-Ruhr: Düsseldorf (Rheinturm), Gelsenkirchen-Scholven, Kleve (Bresserberg), Langenberg (Hordtberg), Viersen (Süchtelner Höhen) - Ruhrgebiet: Dortmund (Florianturm) - Münsterland: Ibbenbüren (Blomenkamp), Münster (Nottuln-Baumberge), Oelde (Mackenberg), Schöppingen - Ostwestfalen-Lippe: Bad Oeynhausen (P.Westf.-Wittekindsberg), Bielefeld (Hünenburg), Herford (Eggeberg), Höxter (Holzminden), Stemwede (Arrenkamp), Teutoburger Wald (Bielstein), Warburg, Willebadessen (Eggegebirge) - Südwestfalen: Arnsberg (Schlossberg), Biedenkopf (Sackpfeife), Ederkopf (Oberste Henn), Hallenberg (Bollerberg), Hochsauerland (Hunau), Lennestadt (Kuhhelle), Meschede, Nordhelle, Olsberg, Siegen (Giersberg) , Wesel (Büderich) \| | |          |                                           |                                           | |
| Block | Programme (Datendienste) | ERP (kW) | Antennendiagramm rund (ND), gerichtet (D) | Polarisation horizontal (H)/ vertikal (V) | Gleichwellennetz (SFN) |
| 11D Radio für NRW (D__00236) | - 1 Live (88 kbps) - 1 Live diggi (88 kbps) - WDR 2 Rhein-Ruhr (RR) (88 kbps) - WDR 2 Ostwestfalen-Lippe (OW) (88 kbps) - WDR 2 Südwestfalen (SW) (88 kbps) - WDR 3 (120 kbps) - WDR 4 Rhein-Ruhr (RR) (88 kbps) - WDR 4 Ostwestfalen-Lippe (OW) (88 kbps) - WDR 4 Südwestfalen (SW) (88 kbps) - WDR 5 (88 kbps) - WDRcosmo (80 kbps) - WDR Maus (80 kbps) - WDR Event (56 kbps) - WDR EPG (8 kbps) - ARD TPEG (16 kbps) | 1        | D (10–230°)                               | V                                         | - Region Aachen: Aachen (Stolberg-Donnerberg), Eifel (Dahlem-Bärbelkreuz) - Bergisches Land: Engelskirchen (Hohe Warte), Gummersbach (Kerberg), Remscheid (Hohenhagen), Wuppertal (Auf der Königshöhe) - Rheinland: Bonn (Venusberg), Köln (Kölnturm) - Rhein-Ruhr: Düsseldorf (Rheinturm), Gelsenkirchen-Scholven, Kleve (Bresserberg), Langenberg (Hordtberg), Viersen (Süchtelner Höhen) - Ruhrgebiet: Dortmund (Florianturm) - Münsterland: Ibbenbüren (Blomenkamp), Münster (Nottuln-Baumberge), Oelde (Mackenberg), Schöppingen - Ostwestfalen-Lippe: Bad Oeynhausen (P.Westf.-Wittekindsberg), Bielefeld (Hünenburg), Herford (Eggeberg), Höxter (Holzminden), Stemwede (Arrenkamp), Teutoburger Wald (Bielstein), Warburg, Willebadessen (Eggegebirge) - Südwestfalen: Arnsberg (Schlossberg), Biedenkopf (Sackpfeife), Ederkopf (Oberste Henn), Hallenberg (Bollerberg), Hochsauerland (Hunau), Lennestadt (Kuhhelle), Meschede, Nordhelle, Olsberg, Siegen (Giersberg) , Wesel (Büderich) |

### Digitales Fernsehen (DVB-T und DVB-T2)
Seit dem Start des digitalen terrestrischen Fernsehens DVB-T werden mehrere Bouquets mit jeweils 50 kW ausgestrahlt. Aufgrund der Nähe zur niederländischen Grenze wird mit einer Hauptstrahlrichtung von 150° gesendet.
| \| Kanal \| Frequenz (MHz) \| Multiplex \| Programme im Multiplex \| ERP (kW) \| Antennendiagramm rund (ND)/gerichtet (D) \| Polarisation horizontal (H)/ vertikal (V) \| Modulations- verfahren \| FEC \| Guard- intervall \| Bitrate (MBit/s) \| \| ----- \| -------------- \| -------------------- \| ------------------------------------------------------------------------------------------------------------------------------------------------------------------------------------- \| -------- \| ---------------------------------------- \| ----------------------------------------- \| ---------------------- \| --- \| ---------------- \| ---------------- \| \| 29 \| 538 \| RTL Group 1) \| - RTL Television (West) - RTL II - Super RTL - VOX \| 50 \| D (50–250°) \| V \| 16-QAM \| 2/3 \| 1/4 \| 13,27 \| \| 35 \| 586 \| ZDFmobil \| - ZDF - 3sat - KiKA (6–21 Uhr) ZDFneo (21–6 Uhr) - ZDFinfo \| 50 \| D (50–250°) \| V \| 16-QAM \| 2/3 \| 1/4 \| 13,27 \| \| 43 2) \| 650 \| Media Broadcast \| - Das Erste HD - ZDF HD - RTL HD - VOX HD - ProSieben HD - Sat.1 HD \| 50 \| \| \| \| \| \| \| \| 46 \| 674 \| WDR (Düsseldorf) \| - WDR Fernsehen (Düsseldorf) - MDR Fernsehen (Sachsen) / WDR Fernsehen (Duisburg) - NDR Fernsehen (Niedersachsen) / WDR Fernsehen (Bergisches Land) - SWR Fernsehen (Rheinland-Pfalz) \| 50 \| D (50–250°) \| V \| 16-QAM \| 2/3 \| 1/4 \| 13,27 \| \| 48 \| 690 \| ARD Digital (WDR) \| - Das Erste - ARTE - Phoenix - One \| 50 \| D (50–250°) \| V \| 16-QAM \| 2/3 \| 1/4 \| 13,27 \| \| 52 \| 722 \| LfM \| - RTL Nitro - sixx - Eurosport 1 - Tele 5 \| 50 \| D (50–250°) \| V \| 16-QAM \| 2/3 \| 1/4 \| 13,27 \| \| 55 \| 746 \| ProSiebenSat.1 Media \| - Sat.1 (NRW) - ProSieben - Kabel eins - N24 - ProSieben Maxx \| 50 \| D (50–250°) \| V \| 16-QAM \| 2/3 \| 1/4 \| 13,27 \| |                |                      | |          |                                          |                                           |                        |     |                  |                  |
| Kanal | Frequenz (MHz) | Multiplex            | Programme im Multiplex | ERP (kW) | Antennendiagramm rund (ND)/gerichtet (D) | Polarisation horizontal (H)/ vertikal (V) | Modulations- verfahren | FEC | Guard- intervall | Bitrate (MBit/s) |
| 29 | 538            | RTL Group 1)         | - RTL Television (West) - RTL II - Super RTL - VOX | 50       | D (50–250°)                              | V                                         | 16-QAM                 | 2/3 | 1/4              | 13,27            |
| 35 | 586            | ZDFmobil             | - ZDF - 3sat - KiKA (6–21 Uhr) ZDFneo (21–6 Uhr) - ZDFinfo | 50       | D (50–250°)                              | V                                         | 16-QAM                 | 2/3 | 1/4              | 13,27            |
| 43 2) | 650            | Media Broadcast      | - Das Erste HD - ZDF HD - RTL HD - VOX HD - ProSieben HD - Sat.1 HD | 50       |                                          |                                           |                        |     |                  |                  |
| 46 | 674            | WDR (Düsseldorf)     | - WDR Fernsehen (Düsseldorf) - MDR Fernsehen (Sachsen) / WDR Fernsehen (Duisburg) - NDR Fernsehen (Niedersachsen) / WDR Fernsehen (Bergisches Land) - SWR Fernsehen (Rheinland-Pfalz) | 50       | D (50–250°)                              | V                                         | 16-QAM                 | 2/3 | 1/4              | 13,27            |
| 48 | 690            | ARD Digital (WDR)    | - Das Erste - ARTE - Phoenix - One | 50       | D (50–250°)                              | V                                         | 16-QAM                 | 2/3 | 1/4              | 13,27            |
| 52 | 722            | LfM                  | - RTL Nitro - sixx - Eurosport 1 - Tele 5 | 50       | D (50–250°)                              | V                                         | 16-QAM                 | 2/3 | 1/4              | 13,27            |
| 55 | 746            | ProSiebenSat.1 Media | - Sat.1 (NRW) - ProSieben - Kabel eins - N24 - ProSieben Maxx | 50       | D (50–250°)                              | V                                         | 16-QAM                 | 2/3 | 1/4              | 13,27            |

#### DVB-T2 HD
Zwischen dem 20. und 31. Mai 2016 wurde mit der Ausstrahlung von DVB-T2 HD in Nordrhein-Westfalen begonnen. Damit konnten zunächst 6 Programme im Multiplex-Betrieb, und zwar Das Erste HD, Pro Sieben HD, Sat 1 HD, RTL HD, Vox HD und das ZDF HD über Antenne auf Kanal 43 mit 50 kW vom Sender Wesel empfangen werden. Seit dem 29. März 2017 werden mindestens 36 TV-Sender ausschließlich im HD-Format ausgestrahlt.
Neben dem Sendemast Wesel gibt es auf der anderen Rheinseite in der Weseler Innenstadt noch den 1983 erbauten Fernmeldeturm „Langer Heinrich“.

### Analoges Fernsehen (PAL)
Vor der Umstellung auf DVB-T diente der Sendestandort für die Ausstrahlung von analogen Fernsehprogrammen.
| \| Kanal \| Frequenz (MHz) \| Programm \| ERP (kW) \| Antennendiagramm rund (ND)/ gerichtet (D) \| Polarisation horizontal (H)/ vertikal (V) \| \| ----- \| -------------- \| -------------------------- \| -------- \| ----------------------------------------- \| ----------------------------------------- \| \| 35 \| 583,25 \| ZDF \| 490 \| ND \| H \| \| 48 \| 687,25 \| WDR Fernsehen (Düsseldorf) \| 420 \| ND \| H \| \| 52 \| 719,25 \| RTL Television (West) \| 200 \| D \| H \| \| 56 \| 751,25 \| VOX \| 25 \| D \| H \| \| 59 \| 775,25 \| WDR Fernsehen (Essen) \| 200 \| D \| H \| |                |                            |          |                                           |                                           |
| Kanal | Frequenz (MHz) | Programm                   | ERP (kW) | Antennendiagramm rund (ND)/ gerichtet (D) | Polarisation horizontal (H)/ vertikal (V) |
| 35 | 583,25         | ZDF                        | 490      | ND                                        | H                                         |
| 48 | 687,25         | WDR Fernsehen (Düsseldorf) | 420      | ND                                        | H                                         |
| 52 | 719,25         | RTL Television (West)      | 200      | D                                         | H                                         |
| 56 | 751,25         | VOX                        | 25       | D                                         | H                                         |
| 59 | 775,25         | WDR Fernsehen (Essen)      | 200      | D                                         | H                                         |